# Mugabasav, Sampgaon
Mugabasav là một làng thuộc tehsil Sampgaon, huyện Belgaum, bang Karnataka, Ấn Độ.